# Atherigona tetrastigma
Atherigona tetrastigma är en tvåvingeart som beskrevs av Paterson 1956. Atherigona tetrastigma ingår i släktet Atherigona och familjen husflugor.
Artens utbredningsområde är Tanzania. Inga underarter finns listade i Catalogue of Life.